# Tobar
Pour les articles homonymes, voir Tobar (homonymie).
Tobar est une commune d'Espagne dans la communauté autonome de Castille-et-León, province de Burgos. Elle s'étend sur 11,956 km2 et comptait environ 30 habitants en 2011.